# Jabłonki
Jabłonki is een plaats in het Poolse district  Leski, woiwodschap Subkarpaten. De plaats maakt deel uit van de gemeente Baligród en telt 110 inwoners.